# Spieltechnik des Violoncellos
Dieser Artikel liefert einen Einblick in die Spieltechniken des heute gebräuchlichen viersaitigen Violoncellos.

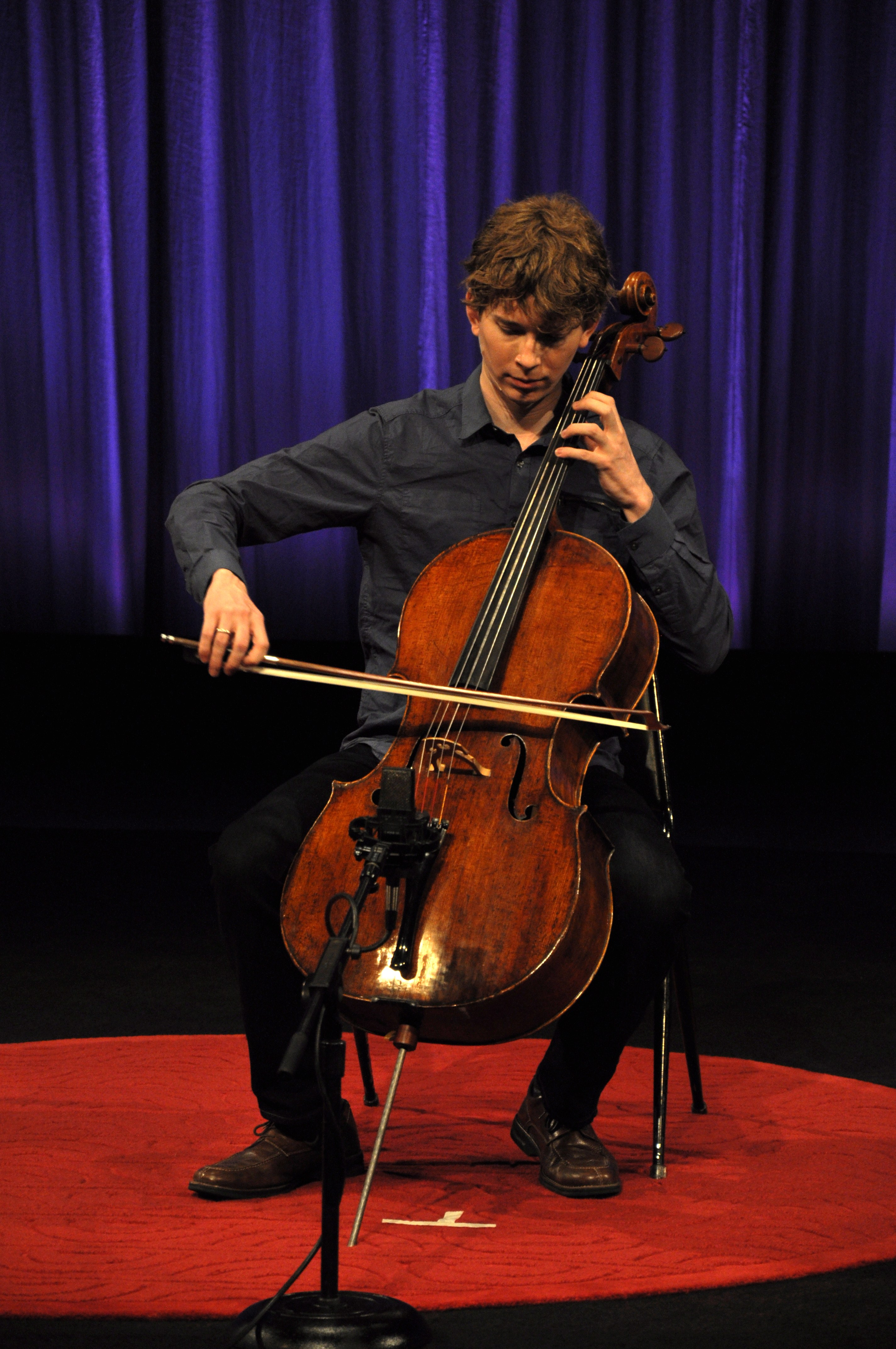
Der Cellist Joshua Roman, Bild: Gisela Giardino

## Die Haltung des Instruments
Das Violoncello wird heute generell im Sitzen gespielt. Man stabilisiert es an vier Punkten: Mit dem Stachel auf dem Boden, mit den Zargen an den Innenseiten der Knie, mit dem oberen Ende des Korpus am Brustbein. Der Hals des Cello ist links vom Kopf des Spielers. Die Oberschenkel sind waagerecht oder leicht nach unten geneigt, der Kniewinkel soll rund 90 Grad oder mehr betragen. Ballen und Fersen haben Bodenkontakt. Wer mit mehr Bewegungsfreiheit in barocker Tradition spielen will, stützt die Unterseite des Instruments nicht auf einen Stachel, sondern auf die Innenseiten der Unterschenkel, die Fersen werden in diesem Fall nach innen gedreht. Die Wirbelsäule soll elastisch und aufrecht sein, weder soll das Becken nach hinten kippen noch ein Hohlkreuz provozieren. Die Muskulatur ist nicht verfestigt, sondern erlaubt Bewegungen des gesamten Körpers.

## Tonkunst – Rechter Arm und Bogentechnik

### Die Physik der Tonerzeugung
Weiterführender Artikel: Tonerzeugung
Die Saite kann durch auslenken und loslassen mit einem Finger (zupfen = pizzicato) in Schwingung versetzt werden.
Häufiger ist die Schwingungserzeugung mit dem Bogen. Der Klang kann unterschiedlich gestaltet werden durch folgende Faktoren: Der Druck des Bogens auf die Saite, seine Geschwindigkeit und die Strichstelle, also die Kontaktstelle der Bogenhaare mit der Saite und deren Distanz zum Steg. Bei den tiefen, dickeren Saiten liegt sie weiter weg vom Steg, bei den hohen dünneren Saiten oder höher gegriffenen Tönen näher daran. Für viele Situationen optimal ist ein 90-Grad-Strichwinkel des Bogens zur Saite.

### Bogengriff
Der Griff des Cellobogens unterscheidet sich von dem des Violinbogen an folgenden Punkten: Der Unterarm ist mehr supiniert (im Uhrzeigersinn gedreht) und der kleine Finger steht nicht auf der Bogenstange, sondern liegt außen am Frosch oberhalb des Perlmuttauges. Der barocke, klassische und moderne Bogen kann weiter innen gefasst werden, dies fördert eine sensiblere Artikulation.
Die Bogentechnik ist wesentlich für die künstlerische Ausdrucksfähigkeit. Der individuelle Ton und Klang eines Spielers wird maßgeblich vom Bogen bestimmt.

### Biomechanik
Vereinfacht zählen zur Biomechanik:
- Die Drehung der Wirbelsäule um ihre vertikale Achse (Rotation)
- Der locker hängende Schultergürtel
- Das Schultergelenk, ein Kugelgelenk mit 3 Freiheitsgraden (Bewegungsebenen):
  - Transversal: Anteversion (Arm nach vorne) und Retroversion (Arm nach hinten)
  - Sagittal: Abduktion (Arm nach oben) und Adduktion (Arm nach unten)
  - Vertikale Achse: Innen- und Außenrotation (Drehung des Unterarms nach innen bzw. außen)
- Das Ellbogengelenk mit 2 Freiheitsgraden:
  - Flexion (Beugung) und Extension (Streckung)
  - Drehfunktion der Elle um die Speiche, beim rechten Arm sind dies: Supination = im Uhrzeigersinn, Pronation = gegen diesen
- Das Handgelenk mit 2 Freiheitsgraden:
  - nach oben (dorsal) und unten (palmar)
  - nach rechts (zur Speiche = Abduktion) und nach links (zum Daumen = Adduktion)
- Die drei Fingergelenke, Scharniergelenke, nur das Fingergrundgelenk ermöglicht auch Spreizungen
- Das Daumengrundgelenk

### Bogenstrich
weiterführender Artikel: Strich (Streichinstrument)
Durch das Streichen des Bogens über die Saiten des Cellos wird sein Ton erzeugt. Dabei arbeiten immer mehrere Gelenke zusammen, anders wären nur kreisförmige, aber keine geradlinigen Bewegungen möglich. Letztere werden z. B. beim Strich vom Frosch zur Spitze benötigt. Folgende sind häufige Bogenstrich Techniken, Beispiele:
- Détaché an der unteren Bogenhälfte:
  - Aktiv, Hauptanteil: Schultergelenk; Passiv-reaktiv: Rotation der Wirbelsäule, Ellbogengelenk, Handgelenk, Fingergelenke
- Détaché an der oberen Bogenhälfte:
  - Aktiv, Hauptanteil: Ellbogengelenk; Passiv-reaktiv: Schultergelenk, Handgelenk, Fingergelenke
- Spiccato:
  - Aktiv, Hauptanteil: Rotation im Schultergelenk, Handgelenk dorsar-volar; Passiv-reaktiv: Ellbogengelenk, Fingergelenke

### Stricharten
weiterführender Artikel: Stricharten
Die Stricharten entsprechen denen der Violine und Viola. Allerdings liegt die tiefe Saite aus Sicht des Spielers bei jenen links, beim Violoncello aber rechts. Deshalb sind einige Stricharten mit Saitenwechseln auf dem Cello besser mit Aufstrich zu beginnen, auf Geige und Bratsche hingegen mit Abstrich und umgekehrt. Die Stricharten lassen sich prinzipiell zwei Gruppen zuordnen:
- Die Bogenhaare haben bei den folgenden Techniken immer Kontakt zur Saite: bei Détaché, Legato, Portato, Staccato, Martellé, Sautillé
- Die Bogenhaare springen federnd von der Saite ab und wieder zurück: bei Spiccato, Ricochet, fliegendes Staccato

## Handwerkskunst – Linker Arm und Grifftechnik

### Applikatur und Griffpositionen
Die Cellotechnik verwendet drei Griffpositionen.
Die Ziffer 0 bezeichnet die ungegriffene „leere“ Saite, 1 bedeutet den Zeigefinger, 2 den Mittelfinger usw.
Der Daumen wird notiert als 0, die auf einem senkrechten Strich steht. Bei den folgenden Notenbeispielen wird ersatzweise ein „D“ notiert.
- Die 4-Finger-Positionen stellen die Basis des Spiels in der 1.–4. Lage dar. Der Daumen tastet (nicht klemmt) die Unterseite des Cellohalses, variabel gegenüber von Zeige- oder Mittelfinger.
  - Enger Griff: Von Finger zu Finger ist je ein Halbtonschritt (ionischer Tetrachord, dorischer Tetrachord). Notenbeispiel Takte 1 /2, 1. Lage
  - Weiter Griff: Der 1. Finger wird vom 2. Finger abgestreckt (phrygischer Tetrachord). Zwischen beiden entsteht ein Ganztonschritt. Notenbeispiel Takt 3, 1. Lage

- Die 3-Finger-Positionen beginnen ab der kleinen Sext über der leeren Saite, also mit der 5. Lage.

Wegen der notwendigen Extension des Unterarms fällt ab hier die Verwendung des kleinen Fingers schwer.
Stattdessen verwendet man – unterstützt durch die kleiner werdenden topografischen Abstände der Töne – zwischen den Fingern wahlweise einen Halbton- oder einen Ganztonschritt. Noch hat der Daumen Kontakt zur Kehle an der Unterseite des Cellohalses.
- Die Daumenpositionen verwenden den Daumen als Grifffinger. Orientierung gibt nur noch die Armstellung und der Sekundabstand Daumen – Zeigefinger. Der Gebrauch des 4. Fingers ist selten notwendig. Notation: Die Verwendung des Violinschlüssels signalisiert oft den Einsatz der Daumenposition.

Die Griffpositionen können bei beliebigen Tönen oberhalb der leeren Saite angesetzt werden. Dies bezeichnet man als „Lagen“. Sie werden nach den diatonischen Schritten der Tonleiter durchnummeriert. Ein Beispiel anhand der A-Saite: Oben die Lagenbezeichnung, unten die Angabe des Startfingers, hier des Zeigefingers. H = „Halbe Lage“.

### Lagenwechsel
Der Wechsel von einer Lage in eine andere, eventuell verbunden mit großen „Reisewegen“ der Hand stellt eine besondere Herausforderung dar.
- Die Führung der Hand geht von der Rotation des Oberarms im Schultergelenk aus.
- Sie wird unterstützt durch eine Rotation im Ellbogengelenk.
  - Beispiel: D-Saite, 1. Lage zur 4. Lage:
    - 1. Lage 1. Finger zu 4. Lage 2. Finger (Töne e zu b): Supination
    - 1. Lage 2. Finger zu 4. Lage 1. Finger (Töne f zu a): Pronation
- Wenn möglich gleitet ein Finger mit Kontakt zur Saite in die neue Lage. Armstellung und -bewegung geben sensorische Rückmeldungen.
- Rückmeldung gibt auch die Position des Daumens unter dem Griffbrett oder am Hals.
- Aufmerksamkeit verdient der „Reiseweg“ der Hand.[6]
  - Beispiel: D-Saite, 1. Lage 4. Finger zu 4. Lage 1. Finger (Töne g zu a): Reiseweg reine Quart, erklingendes Intervall große Sekunde

### Intonation
Artikel mit Hintergrundinformationen: Intonation, Partialtonreihe, reine Stimmung, Wohltemperierte Stimmung
Hier stellen sich die gleichen Fragen wie auf Violine und Viola. Pythagoräisches und syntonisches Komma wollen berücksichtigt sein. Nicht immer sind alle Probleme ohne Kompromisse lösbar. Christine Heman (1964) verweist auf drei elementare Möglichkeiten:
- (1) Pythagoräische Intonation, Anwendung: Unbegleitetes einstimmiges Spiel

Die Frequenzen der Töne werden durch Quintschichtung (Frequenzverhältnis 2:3) mit Oktav-Rücktransposition abgeleitet.
Praxis: Alle Oktaven (Schwingungsverhältnis 1:2) und Quarten (3:4) werden mit den leeren Saiten schwebungsfrei abgeglichen.
Töne ohne diese Abgleichmöglichkeit werden als pythagoräische (enge, leittönige) Halbtonschritte (243:256, „Limma“) gegriffen.
Beispiel G-Dur-Tonleiter von G zu g0:
Leere Saiten: G, D.
Oktav: Abgleich G / g0.
Quarten: Abgleich A / d0 und e0 / a0.
Enge Halbtonschritte („leittönig“): H und fis0
- (2) Syntonische oder harmonische Intonation, Anwendung: Intonation von Doppelgriffen und Akkorden

Alle Intervalle werden möglichst schwebungsfrei intoniert. Dies entspricht den Frequenzverhältnissen in der Partialtonreihe, und zwar wenn das Intervall dort zum ersten Mal erscheint. Die Intonation von Oktaven, Quarten und Quinten ist identisch mit (1). Eine wichtige Hilfe – am Cello vor allem bei höher liegenden Doppelgriffen – sind die entstehenden Differenztöne, auf die schon historische Violinschulen hinweisen (u. a. Tartini 1714, Leopold Mozart 1756).
Praxis: große Terzen 4:5, also enger als bei (1), kleine Terzen 5:6, also weiter als bei (1).
kleine Sexten 5:8 (weiter), große Sexten 3:5 (enger).
Das bedeutet z. B. beim Ton e0: Pythagoräisch höher, syntonisch tiefer greifen.
- (3) Gleichstufige Intonation, Anwendung: Spielen mit gleichstufig gestimmten Instrumenten (Klavier).

Die leeren Saiten werden in gleichstufigen Quinten gestimmt (je 700 statt 702 Cent), also minimal enger als rein, kurz vor dem Beginn einer Schwebung. Die Intonation von Oktaven ist identisch mit (1) und (2). Die Abstände aller Halbtonschritte sind identisch (je 100 Cent).
Ausblick:
Die Vielschichtigkeit des Themas „Intonation“ ist hier nur angerissen. Die Spielpraxis fordert viel Abwägung und flexible Anpassung beim: Zusammenspielen mit einer mitteltönig gestimmten Orgel und sehr unterschiedlichen Halbtonschritten oder mit einem gleichstufig gestimmten Klavier. Musizieren mit Blechbläsern, die zu harmonischer Intonation tendieren oder Musizieren im Streichquartett, wo eine solistische Melodie pythagoräisch intoniert expressiver klingt, Akkorde harmonisch intoniert glatter und ruhender. Tendenziell liegt die gleichstufige Temperierung zwischen den beiden Extremen (1) und (2), daher wird oft zu gleichstufig gestimmten Quinten geraten (Stimm-App, Stimmgerät, geübtes Gehör). Im Streichquartett wäre sonst bei (1) ein C-Dur-Akkord mit C im Cello und e2 in der Geige (c2:e2: 64:81) störend scharf.

### Artikulation
Kontrolliertes Aufsetzen bis Anschlagen „Perkutieren“ der Finger („Katzenpfoten“ bis „Klavierhämmer“) und ebenso das Loslassen bis Hochziehen unterstützen die Artikulation und Klarheit des Spiels. Die Fingermuskulatur kann beim Aufsetzen durch Supination, beim Wegziehen durch Pronation im Ellbogengelenk unterstützt werden, genau dies erleichtert auch den Triller. Der Normalfall ist, dass jeder Finger die Saite mit dem Fingerknochen als Zentrum auf dem Griffbrett fixiert.

### Vibrato
Ein in Dauer, Verlauf und Geschwindigkeit differenziertes Vibrato der linken Hand ist ein wichtiges Ausdrucksmittel. Beim Vibrato wippt der Grifffinger periodisch um seinen Aufsetzpunkt ohne diesen zu verlassen. Die entstehenden Tonhöhenschwankungen beleben den Ton. Bis hinein ins 19. Jahrhundert galt es als „Verzierung“ eines Tons, als besonderer, emotionaler Ausdruck.